# Nirmal Purja

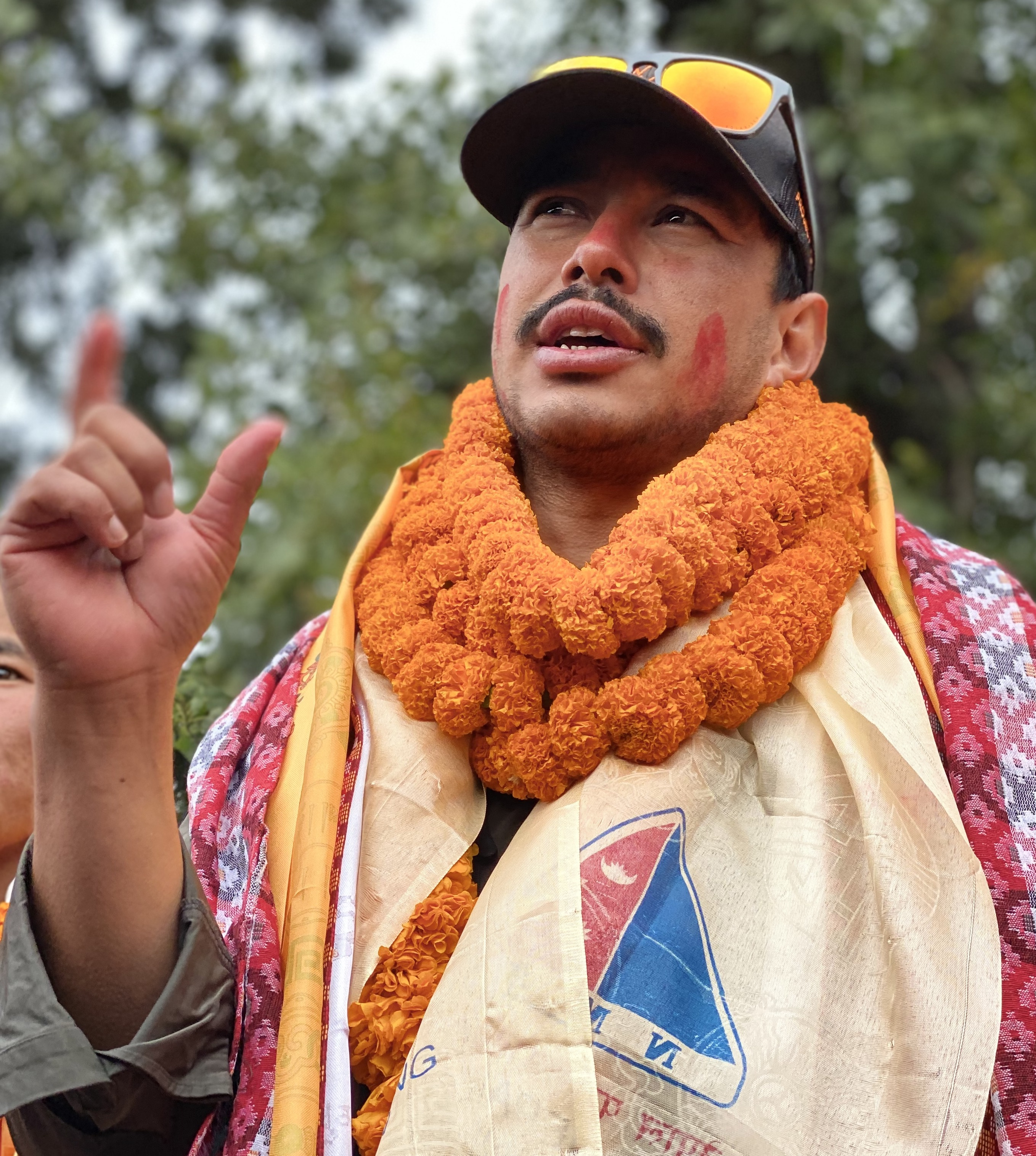
Nirmal Purja, 2019

Nirmal Purja MBE (auch als Nims oder Nimsdai Purja bekannt; * 25. Juli 1983 in Myagdi, Nepal) ist ein nepalesischer Bergsteiger und ehemaliger Soldat der Gurkha sowie des Special Boat Service, einer Eliteeinheit der britischen Royal Navy.

## Werdegang
Zwischen 2003 und 2018 war Purja, der zum nepalesischen Volk der Magar gehört, hauptberuflich Soldat; zunächst bis 2009 als Mitglied der Brigade der Gurkhas und anschließend als erster Nepalese in der maritimen Spezialeinheit der britischen Streitkräfte. Mit dem Höhenbergsteigen begann Purja ohne jegliche Vorerfahrung 2012 mit einem Aufstieg auf den Lobuche.
Bis einschließlich 2016 folgten weitere Aufstiege, unter anderem auf den Dhaulagiri und den Mount Everest. 2017 führte Purja eine Expedition zu Ehren des zweihundertjährigen Jubiläums der Gurkhas auf den Gipfel des Mount Everest an. Für seine bis dato erbrachten Leistungen wurde er am 9. Juni 2018 in den Order of the British Empire aufgenommen.
2019 gelang es Purja als 39. Bergsteiger alle 14 Achttausender zu erklimmen. Er schaffte dies zwischen dem 23. April und 29. Oktober 2019 in einer radikal neuen Rekordzeit von 189 Tagen (sechs Monate und sechs Tage) mit Hilfe mindestens eines Hubschraubertransfers von Basislager zu Basislager und im hybriden Bergsteigerstil unter Verwendung von Flaschensauerstoff. Dabei gelang Purja außerdem als erstem Menschen die Besteigung des Mount Everest, des Lhotse und des Makalu in weniger als 48 Stunden. 2023 wurde der Rekord für die schnellste Besteigung aller Achttausender durch die Norwegerin Kristin Harila und den Nepalesen Tenjen Sherpa erneut deutlich unterboten. Sie benötigten lediglich 92 Tage, nutzten jedoch mehrere Hubschrauberflüge für Wege zwischen Basislagern.
Am 16. Januar 2021 gehörte Purja einer Gruppe von zehn Sherpas an, denen die erste Winterbesteigung des K2 gelang. Nach eigenen Angaben sei er ohne Zuhilfenahme von Flaschensauerstoff aufgestiegen.
Im Mai 2022 stellte er zwei weitere Weltrekorde auf. Er bestieg den Mount Everest, den Lhotse und den Kangchendzönga ohne Sauerstoff innerhalb von 8 Tagen, 23 Stunden und 10 Minuten, für die Besteigung von Mount Everest und Lhotse benötigte er 26 Stunden.
Im Mai 2024 warfen zwei Frauen Purja sexuelle Übergriffe vor, was zu einer kontroversen Debatte im Bergsport führte. Purja wies die Vorwürfe zurück, doch einige Sponsoren trennten sich daraufhin von ihm.

### Project Possible 14/7
Im Rahmen des von ihm geleiteten und größtenteils selbst finanzierten Project Possible 14/7 bestieg Purja zusammen mit vier festen Sherpas – Mingma Gyabu „David“ Sherpa, Lakpa „Zekson Son“ Dendi, Geljen Sherpa und Tensi Kasang – sowie weiteren wechselnden Begleitern alle 14 Achttausender. Den bis dahin aufgestellten Zeitrekord der beiden Bergsteiger Jerzy Kukuczka und Kim Chang-Ho, die sieben Jahre und elf Monate für alle Gipfel gebraucht hatten, wollte Purja deutlich unterbieten und alle Berge in nur sieben Monaten erklimmen. Gleichzeitig sollte die Expedition die Aufmerksamkeit der Öffentlichkeit auf die Sherpas und andere nepalesische Bergsteiger lenken, die laut Purja trotz ihrer zahlreichen Leistungen im Vergleich zu westlichen Mitstreitern oft nur wenig Beachtung fänden.
Aus Filmaufnahmen Purjas und seiner Begleiter entstand 2020 unter dem Titel 14 Peaks: Nothing Is Impossible ein Dokumentarfilm, der auf dem Streamingdienst Netflix veröffentlicht wurde.
| Phase                      | Gipfel |
| -------------------------- | --- |
| 1 (April/Mai 2019)         | - Annapurna (8091 m, Nepal, 23. April 2019) - Dhaulagiri (8167 m, Nepal, 12. Mai 2019) - Kanchenjunga (8586 m, Nepal, Indien, 15. Mai 2019) - Lhotse (8516 m, Nepal, Tibet, 22. Mai 2019) - Mount Everest (8848 m, Nepal/China, 22. Mai 2019) - Makalu (8485 m, Nepal, China, 24. Mai 2019) |
| 2 (Juli 2019)              | - Nanga Parbat (8125 m, Pakistan, 3. Juli 2019) - Gasherbrum I (8080 m, Pakistan, 15. Juli 2019) - Gasherbrum II (8034 m, Pakistan, 18. Juli 2019) - K2 (8611 m, Pakistan, 24. Juli 2019). Vom Basislager bis zum Gipfel benötigte Purja laut eigenen Angaben gerade einmal 18 Stunden. - Broad Peak (8051 m, Pakistan, 26. Juli 2019). |
| 3 (September/Oktober 2019) | - Cho Oyu (8188 m, Tibet, China, 23. September 2019) - Manaslu (8163 m, Nepal, 27. September 2019) - Shishapangma (8027 m, Tibet, China, 29. Oktober 2019) Dieser vollständig auf chinesisch-tibetischem Territorium liegende Berg hätte zum Problem werden können, da die chinesischen Behörden angekündigt hatten, dass alle Touristen bis zum 1. Oktober 2019 Tibet verlassen müssen. Purja konnte allerdings die chinesischen Behörden mit Hilfe der nepalesischen Regierung überzeugen, ihm eine Ausnahmeregelung zu erteilen. |